# Korkehinen
Korkehinen är en ö i Finland.   Den ligger i kommunen Kangasala i den ekonomiska regionen Tammerfors och landskapet Birkaland, i den södra delen av landet, 140 km norr om huvudstaden Helsingfors.